# Funció d'Heun
En matemàtiques, la funció d'Heun local H⁢ℓ(a,q;α,β,γ,δ;z) (Karl L. W. Heun (1889)) és la solució de l'equació diferencial d'Heun que és holomorfa i 1 en el punt singular z = 0. La funció d'Heun local s'anomena funció d'Heun (denotat Hf), si també és regular en z = 1, i s'anomena polinomi d'Heun (denotat Hp) si és regular en els tres punts singulars finits z = 0, 1, a.

## Equació d'Heun
L'equació de Heun és una equació diferencial ordinària (EDO) lineal de segon ordre de la forma
{\displaystyle {\frac {d^{2}w}{dz^{2}}}+\left[{\frac {\gamma }{z}}+{\frac {\delta }{z-1}}+{\frac {\epsilon }{z-a}}\right]{\frac {dw}{dz}}+{\frac {\alpha \beta z-q}{z(z-1)(z-a)}}w=0.}
La condició {\displaystyle \epsilon =\alpha +\beta -\gamma -\delta +1} és necessari per assegurar la regularitat del punt a ∞.
El nombre complex q s'anomena «paràmetre accessori». L'equació de Heun té quatre punts singulars regulars: 0, 1, a i ∞ amb exponents (0, 1 − γ), (0, 1 − δ), (0, 1 − ϵ), and (α, β). Cada EDO lineal de segon ordre del pla complex ampliat amb com a màxim quatre punts singulars regulars, com ara l'equació de Lamé o l'equació diferencial hipergeomètrica, es pot transformar en aquesta equació mitjançant un canvi de variable.

## q-anàleg
El q-anàleg de l'equacuó d'Heun va ser descoberta per Hahn (1971) i estudiada per Takemura (2017).

## Simetries
L'equació d'Heun té un grup de simetries d’ordre 192, isomòrfiques al grup de Coxeter del diagrama de Coxeter D₄, anàlogues a les 24 simetries de les equacions diferencials hipergeomètriques obtingudes per Kummer. Les simetries que fixen la funció d'Heun local formen un grup isomòrfic d'ordre 24 al grup simètric de 4 punts, de manera que hi ha 192/24 = 8 = 2 × 4 solucions essencialment diferents donades en actuar sobre la funció d'Heun local per aquestes simetries, que donen solucions per a cadascun dels dos exponents per a cadascun dels quatre punts singulars. La llista completa de les 192 simetries va ser donada per Maier (2007) mitjançant càlcul amb màquines. Diversos intents anteriors de diversos autors de llistar-los a mà contenien molts errors i omissions; per exemple, la majoria de les 48 solucions locals enumerades per Heun contenen greus errors.